# Helena Scott

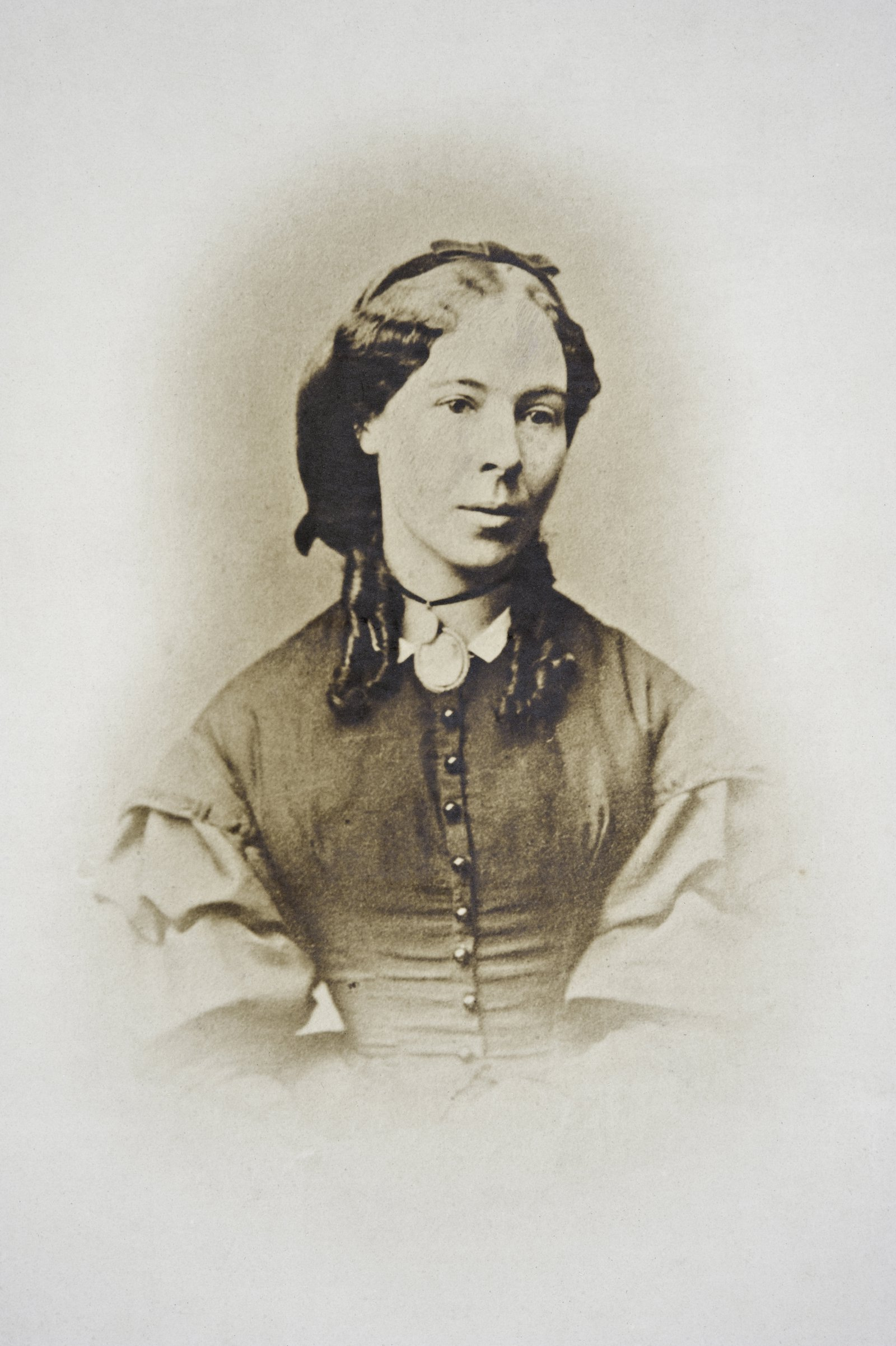
Helena Scott, 1860er Jahre

Helena „Nellie“ Scott  (* 11. April 1832 in Sydney; † 24. November 1910 in Harris Park, New South Wales, Australien) war eine der prominentesten naturkundlichen Illustratorinnen des 19. Jahrhunderts in Australien und zusammen mit ihrer Schwester Harriet Morgan möglicherweise eine der ersten professionellen Illustratorinnen des Landes. Die Schwestern waren auch hochqualifizierte Amateur-Naturforscherinnen und Sammlerinnen, für Frauen ihrer Zeit ungewöhnlich. Sie waren vor allem für ihre großartigen Zeichnungen von Motten und Schmetterlingen in dem Werk Australian Lepidoptera and Their Transformations ihres Vaters Alexander Walker Scott bekannt.

## Leben und Familie

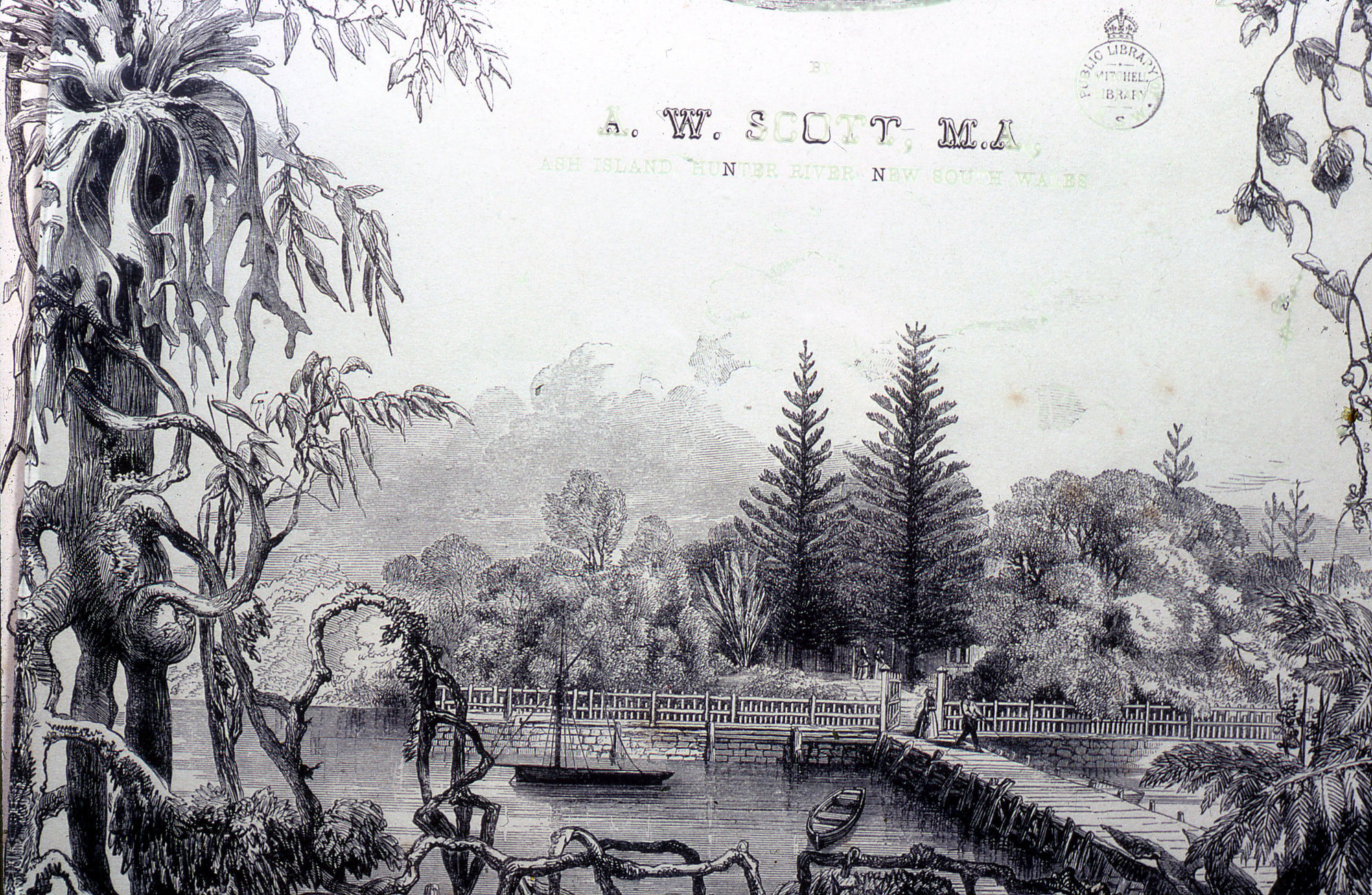
Ash Island (Künstler: A.W. Scott)

Helena Scott war die jüngere Tochter von Alexander Walker Scott, Entomologe und Unternehmer, und Harriet Scott, geb. Calcott. Helena wurde in Sydney geboren und gemeinsam mit ihrer Schwester Harriet von ihrem Vater auf der Insel Ash Island im Norden von Newcastle City erzogen. Über einen Zeitraum von etwa 20 Jahren blieben sie auf der Insel und dokumentierten die Pflanzen- und Tierwelt, wobei der Schwerpunkt auf den Schmetterlingen und Nachtfaltern lag.
Im Jahr 1864 heiratete sie Edward Forde (1827–1866) und begleitete ihn im nächsten Jahr auf einer Erkundung des Darling River zwischen Wentworth und Bourke. Sie sammelte Proben von Gräsern für ihre geplante Veröffentlichung Flora of the Darling. Ihr Ehemann starb jedoch am 20. Juni 1866 an Fieber, sodass sie nach Sydney zurückkehren musste. Helenas Vater geriet zu dieser Zeit in finanzielle Not, wollte jedoch nicht, dass eine seiner Töchter Aufträge annahm, ihre eigenen veröffentlichten Zeichnungen signierte oder eine formale Ausbildung erhielt. Schließlich gab Alexander Scott aber nach und erlaubte seinen Töchtern, ihre veröffentlichten Zeichnungen zu signieren. Nach dem Bankrott ihres Vaters begannen die Schwestern, für den Rest ihres Lebens professionell zu zeichnen und zu malen. Gemeinsam mit ihrer Schwester entwarf sie im Jahr 1879 Entwürfe für die ersten Weihnachtskarten Australiens.

## Professionelle Illustratorin

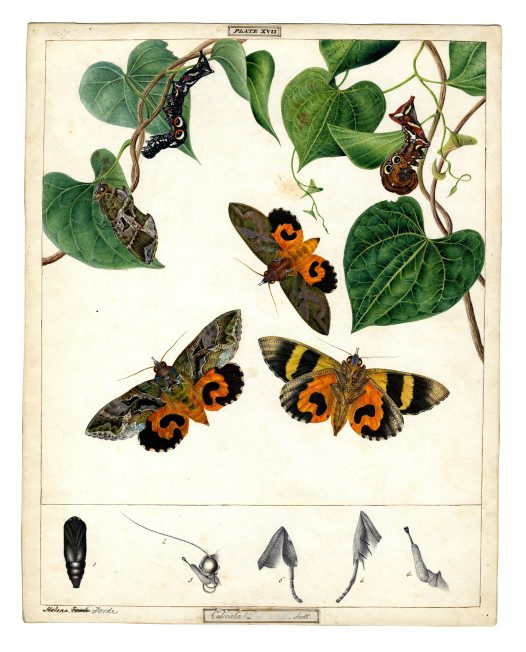
Eudocima phalonia

Helena war eine der Illustratoren für die Veröffentlichung des Buches Australian Lepidoptera and Their Transformations, das von ihrem Vater Alexander Walker Scott geschrieben wurde. In den folgenden Jahrzehnten schufen sie und ihre Schwester Harriet die Mehrzahl der Illustrationen für wissenschaftliche Publikationen in Sydney, darunter Gerard Kreffts Snakes of Australia (1869), Australian Fossil Remains (1870) und Mammals of Australia (1871), Edward Ramsays On the Oology of Australia (geplant, aber nie veröffentlicht) und James Charles Cox’ Monograph of Australian Land Shells (1868). Ihre Arbeiten werden noch heute von Wissenschaftlern verwendet. Die Kunstwerke aus Snakes of Australia und Mammals of Australia erhielten 1870 auf der Sydney Intercolonial Exhibition eine sehr hohe Anerkennung.

## Tod und Vermächtnis
Helena Morgan starb 1910 in Harris Park ohne Nachkommen zu hinterlassen. Sie und ihre Schwester Harriet gerieten weitgehend in Vergessenheit, bis 2011 die Ausstellung Beauty from Nature: art of the Scott Sisters im Australian Museum in Sydney gezeigt wurde. Seit 2019 gehören die Werke der beiden Schwestern zum Australischen Weltdokumentenerbe.

## Galerie

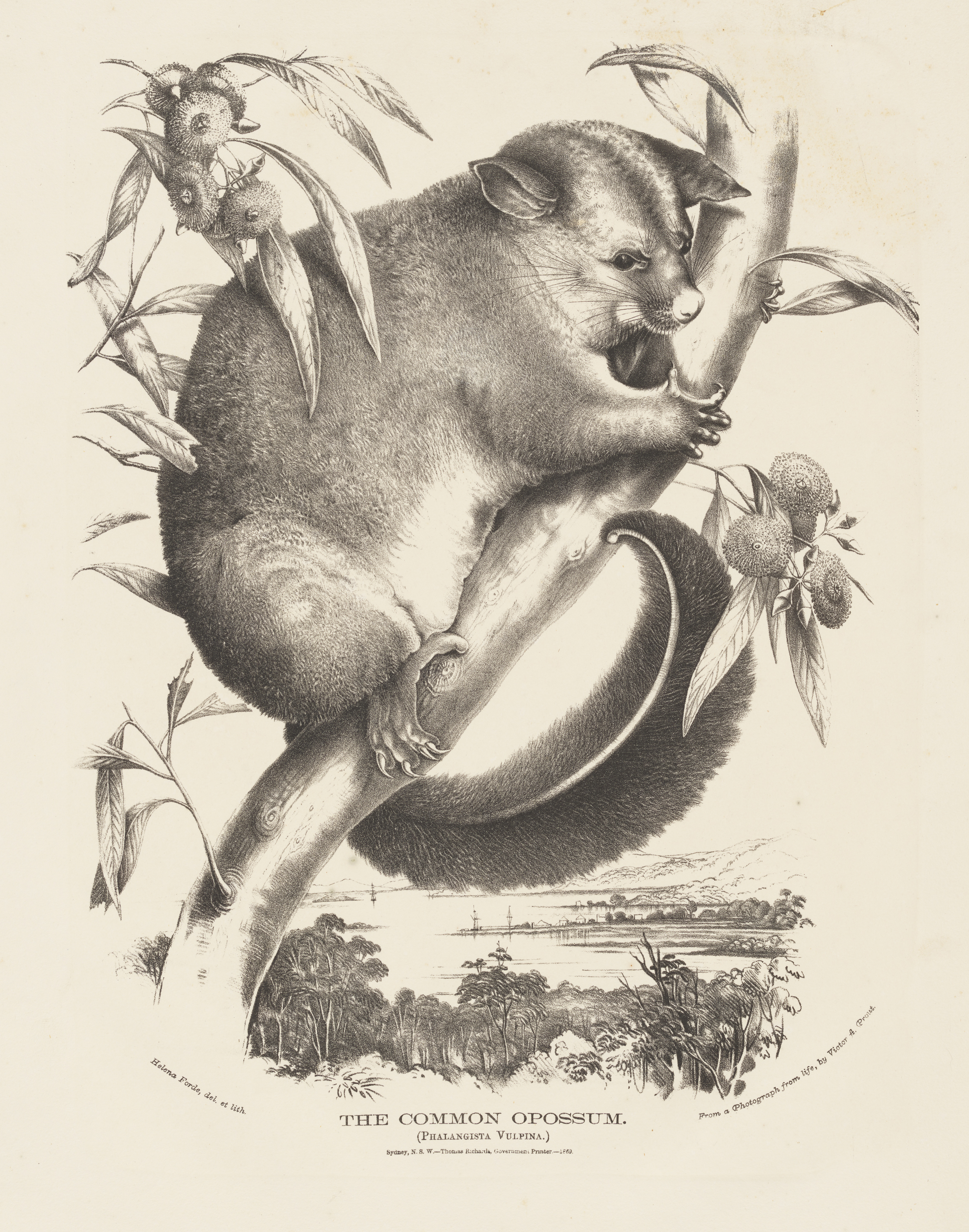
Fuchskusu aus Mammals of Australia
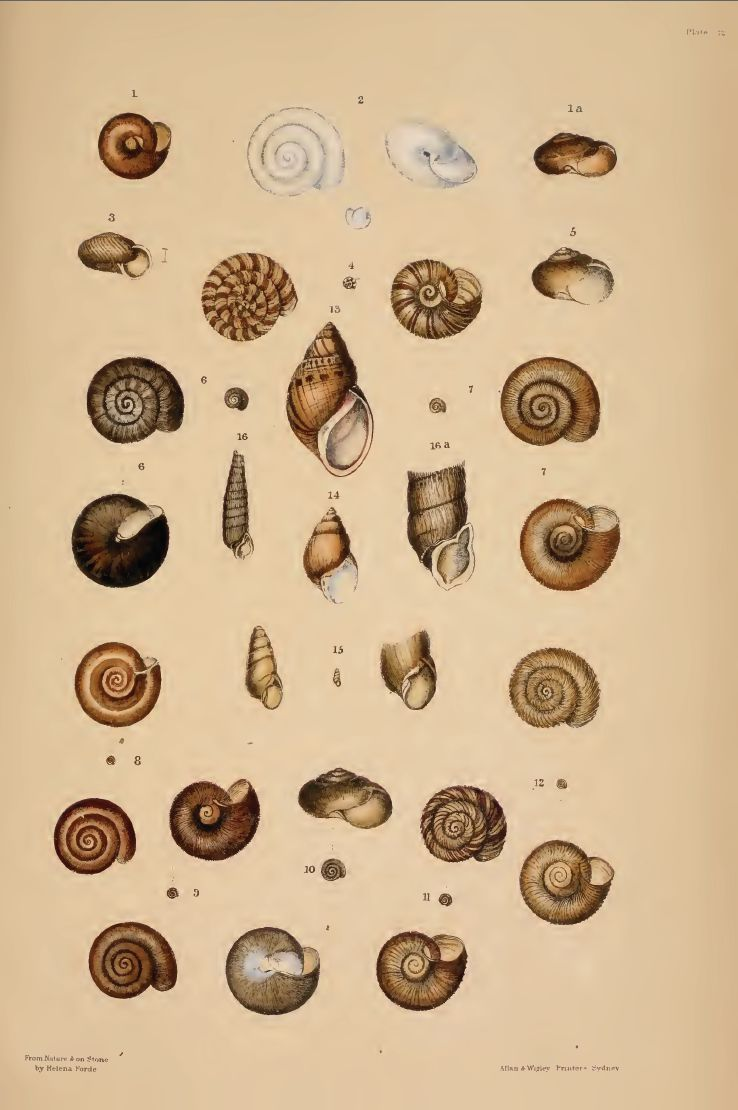
Tafel aus A Monograph of Australian Land Shells
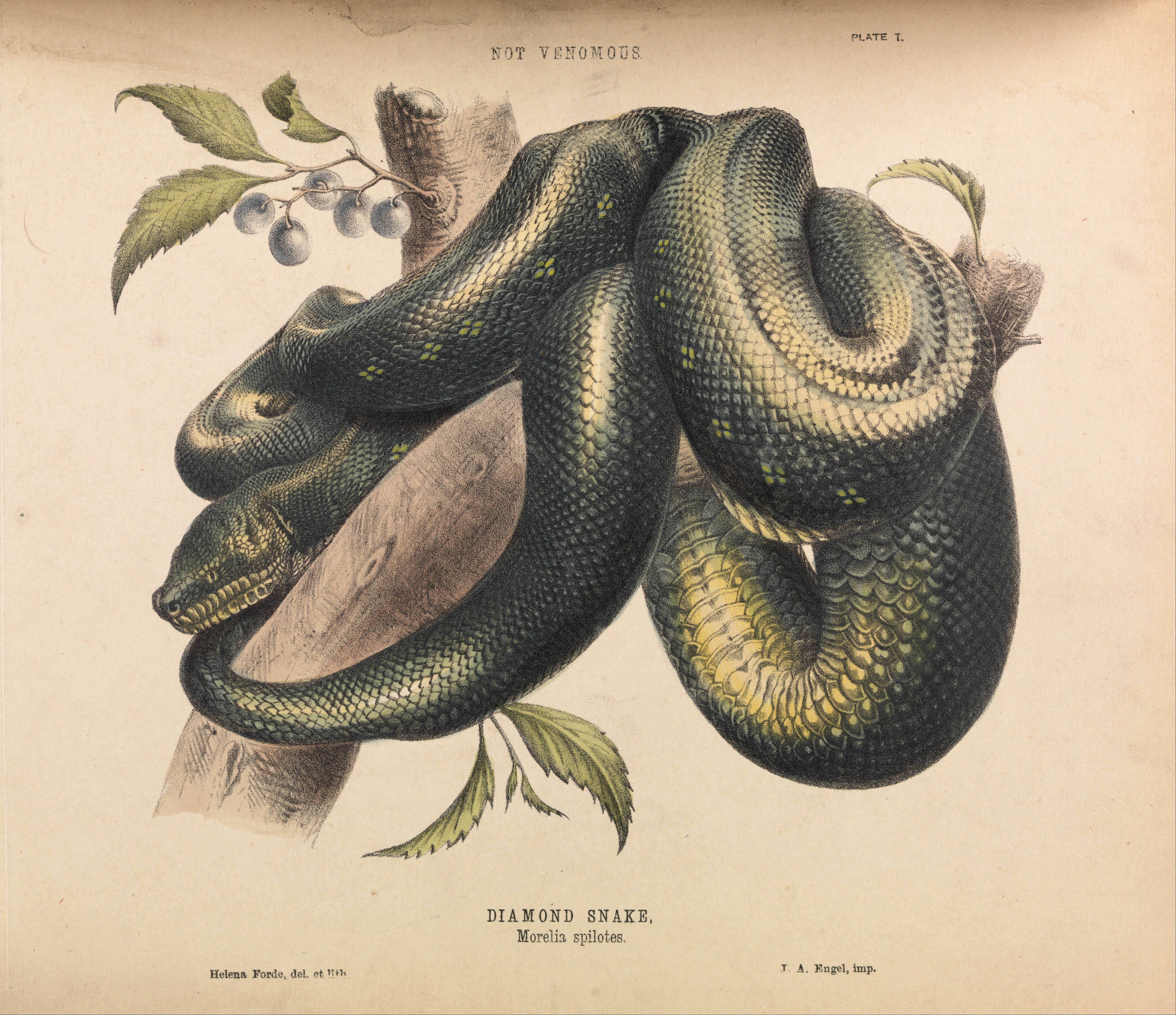
Diamantpython
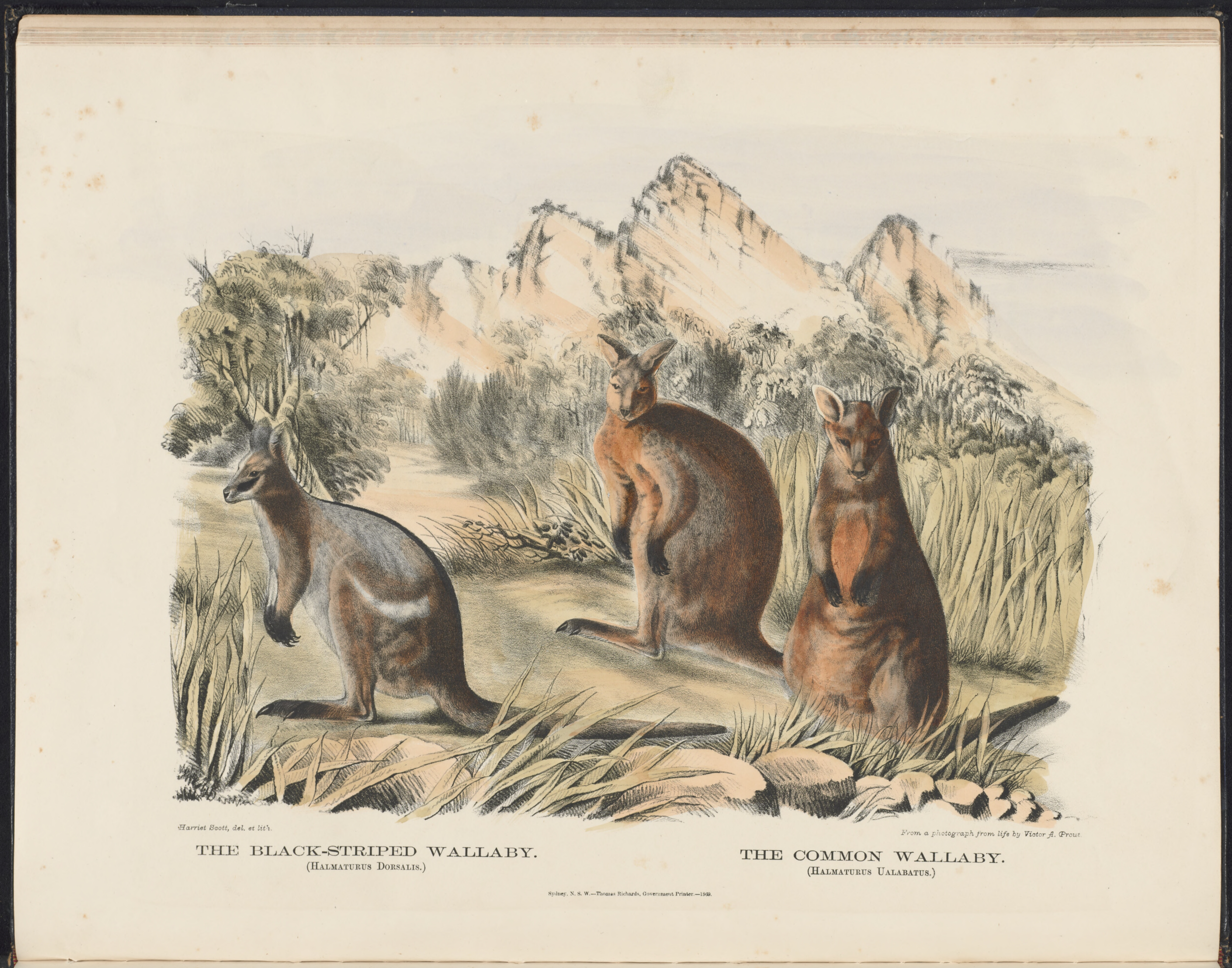
Wallabys aus The Mammals of Australia